# 1450 Raimonda
1450 Raimonda (1938 DP) là một tiểu hành tinh vành đai chính được phát hiện ngày 20 tháng 2 năm 1938 bởi Y. Vaisala ở Turku.